# Supermercados El Dorado
 (janvier 2025).
Supermercados El Dorado (Supermarché El Dorado) est une chaîne de supermarchés uruguayen, fondée en 1929, qui compte soixante-dix succursales.

## Histoire
Fondé en 1929 par Tobías Polakof à Maldonado, ce fut le premier supermarché de l'intérieur de l'Uruguay.
Il s'agit d'une entreprise familiale à capital uruguayen, détenue par la société Polakof y Cía S.A. Tito Polakf, comme on appelait son fondateur, a ramené l'idée du «supermarché» lors d'un voyage et a installé le premier sur la Calle 18 de Julio 877, à un demi-pâté de maisons de la Plaza San Fernando de Maldonado.

## Développement
En 2022, El Dorado s'est étendu à Colonia, et en 2023 à Montevideo, elle compte également soixante-dix succursales réparties dans les départements de Canelones, Cerro Largo, Lavalleja, Maldonado, Rocha, San José, Tacuarembó, Florida, Soriano, Paysandú, Río Negro et Treinta y Tres.
En 2024, elle ouvre son premier hypermarché à Montevideo.